# 利則·布拉斯克斯·佩雷斯
利則·布拉斯克斯·佩雷斯（西班牙語：Ricardo Blázquez Pérez；1942年4月13日—）是西班牙籍天主教司鐸級樞機及現任巴利亞多利德總教區總主教。

## 生平
布拉斯克斯·佩雷斯於1942年4月13日在西班牙卡斯蒂利亞-萊昂阿維拉省的市鎮坎皮略新鎮出生。他於1967年2月18日晉鐸。1967年至1972年在羅馬宗座額我略大學深造，並獲得神學博士學位。
安多尼·瑪利亞·羅烏科·巴雷拉1988年5月29日將他晉牧，他同時獲教宗若望保祿二世任命為聖地亞哥-德孔波斯特拉總教區輔理主教，領加拉太熱爾馬領銜教區主教銜。1992年5月26日至1995年9月8日期間擔任帕倫西亞教區主教。並在1995年9月8日至2010年3月15日間，被任命為畢爾巴鄂教區主教。
2005年至2008年間被選任成為西班牙主教團主席和在2008年至2014年間任副主席。直到2010年3月13日，任巴利亞多利德總教區總主教。
2015年1月4日，教宗方濟各在《三鐘經》祈禱活動結束之際宣佈將他為樞機。他於隔月14日與教宗舉行共祭彌撒大典並獲擢升為司鐸級樞機，領羅馬新堂司鐸銜。
2015年4月13日，他被任命為聖座信理部和宗座文化理事會的成員和在6月27日，被任為東方教會部成員。

## 牧徽

利則·布拉斯克斯·佩雷斯樞機牧徽